# Roca del Migdia (Roquetes)
La Roca del Migdia és una muntanya de 871 metres que es troba al municipi de Roquetes, a la comarca catalana del Baix Ebre.